# 趙崇善
趙崇善（1542年—1604年），字汝性，一字伯兼，號石梁，浙江金華府蘭谿縣人，民籍，明朝政治人物。

## 生平
萬曆四年浙江鄉試第六十四名。萬曆五年，登進士第三甲第四十七名。授婺源县知县。万历十一年八月，吏部考选得知县等官三十五员，俱堪任御史，授四川道御史。請告，再除山东道御史。巡按辽左，十三年乙酉再請告，十五年丁亥丁内艱，服除，十八年庚寅北上，授尚宝司丞，奉命册封益淮两藩。二十年晉司少卿，二十一年癸巳奉命册封楚藩，再晉司卿。太宰孫公器之，薦官太常寺少卿，提督四夷館。再請告，家居六年，二十八年庚子再起，三十一年癸卯奉命册封益藩。三十二年甲辰復命，凡三銜命。萬曆三十二年（1604年）甲辰闰九月九日卒于京邸。享年六十有三。

## 家族
曾祖父趙庚；祖父趙魁；父親梅莊公趙懷謹。母郭氏。元配蒋氏，封恭人。子二：弘文、弘勲。